# Autoarticolato

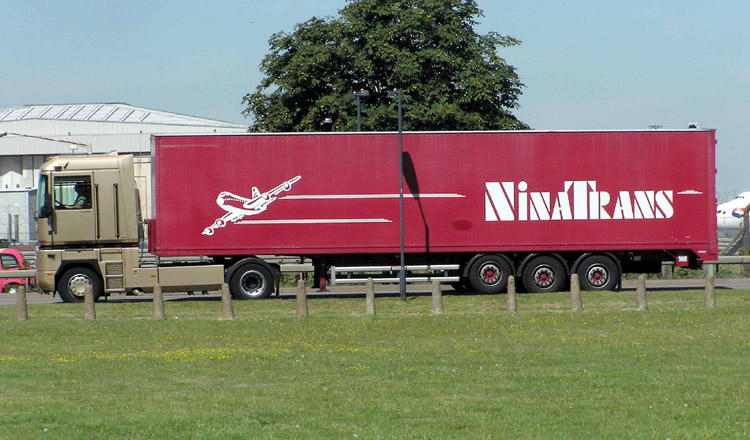
Classico esempio di autoarticolato

L'autoarticolato, o bilico (spesso chiamato impropriamente con l'acronimo TIR), è uno dei tipi di convoglio stradale più comuni. Simile all'autotreno, ne differisce soprattutto per il fatto che l'autoarticolato è composto di un trattore stradale, cioè di un veicolo provvisto di cabina ma non di vano di carico; quest'ultimo è sostituito da una ralla sulla quale appoggia (e viene fissata) una parte del semirimorchio.

## Descrizione e caratteristiche
Proprio la zona di aggancio è stata una delle più studiate dai tecnici, sia per consentire una standardizzazione delle soluzioni che consentissero un facile aggancio-sgancio della combinazione, sia nel tempo per riuscire ad abbassare sempre più la ralla verso il terreno.

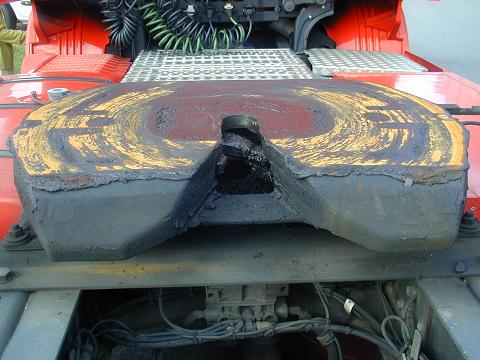
Primo piano di una ralla

Il risultato positivo, ottenuto in buona parte grazie all'impiego di pneumatici ribassati, ha fatto sì che l'altezza del vano di carico, nella parte anteriore del semirimorchio, venisse vieppiù aumentata dai 210/230 cm di alcuni decenni fa sino ad arrivare alle altezze di 250/270 cm.
Rispetto all'autotreno questa accoppiata presenta tanto aspetti positivi quanto aspetti negativi; tra i lati positivi si possono annoverare:
- Un piano di carico uniforme con una lunghezza utile fino a 13,60 m, che consente il carico di oggetti di particolare ingombro.
- La possibilità di separare le due unità e usare la parte motrice per l'aggancio di un altro semirimorchio durante i periodi di attesa presso il magazzino di carico o di scarico.
- Maggiori possibilità di uso del trasporto intermodale anche con l'imbarco su nave, traghetto o ferrovia della sola parte posteriore, che può essere rilevata all'arrivo da un diverso trattore stradale.

Tra i lati negativi, sempre rispetto all'autotreno, possono essere citati:
- Una minore capacità complessiva di carico, sia per la lunghezza complessiva maggiore che può essere raggiunta dai due vani di carico separati dell'autotreno, sia per la possibilità di avere un rimorchio con pianale particolarmente ribassato grazie all'utilizzo di pneumatici più piccoli di quelli utilizzati su un semirimorchio.
- La possibilità da parte dell'autotreno di effettuare trasporti anche solo con la parte anteriore motorizzata del convoglio, quindi con una maggiore flessibilità anche in fatto di consumi e di costi.
- La maggior difficoltà di controllo del mezzo in condizioni critiche (bassa aderenza o manovre d'emergenza): l'autoarticolato è intrinsecamente meno stabile di un autotreno, essendo il centro di spinta del rimorchio (il perno di ralla) molto più avanzato che nell'autotreno; per questa ragione, gli autoarticolati sono meno diffusi nei paesi (ad. es. Federazione Russa) nei quali i conducenti si trovano più spesso ad affrontare condizioni stradali difficili.

## Veicoli particolari

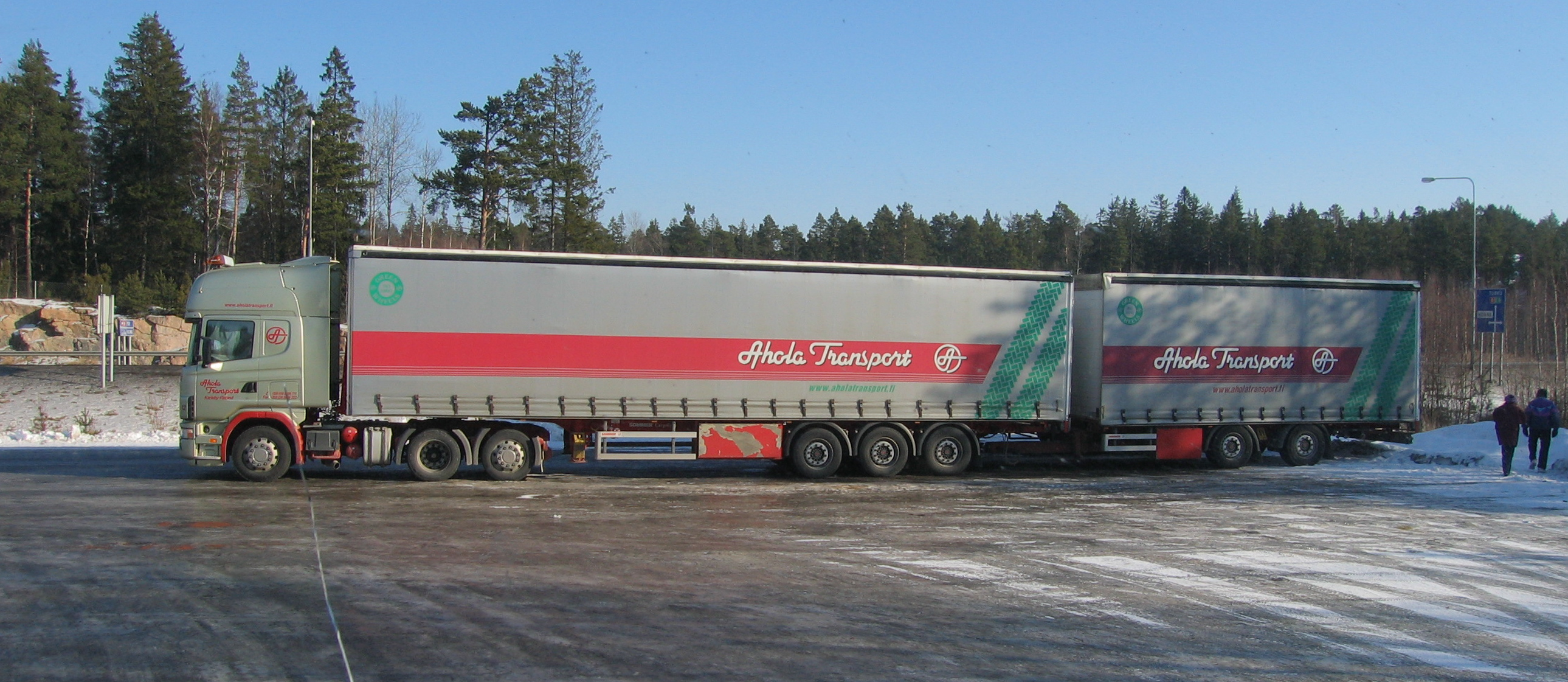
Una combinazione multipla

Mentre sulle strade dell'Europa continentale sono presenti solamente autoarticolati composti di un trattore e di un semirimorchio, in altre parti del mondo non è raro vedere combinazioni multiple di più semirimorchi agganciati l'uno all'altro (i cosiddetti Road train australiani) o di un ulteriore rimorchio agganciato al retro dell'autoarticolato (B-Train). Naturalmente questi convogli, dato il loro notevole ingombro, necessitano di percorsi praticamente rettilinei.